# Juan Cuadrado
Juan Guillermo Cuadrado (født 26. maj 1988) er en colombiansk fodboldspiller, der spiller for det colombianske landshold. Han har tidligere repræsenteret flere italienske klubber, Independiente Medellin i sit hjemland, samt engelske Chelsea.
Cuadrado har (pr. december 2023) spillet 116 kampe og scoret 11 mål for det colombianske landshold.